# Haworthia marginata
Haworthia marginata là một loài thực vật có hoa trong họ Măng tây. Loài này được (Lam.) Stearn mô tả khoa học đầu tiên năm 1938.